# Саммерс, Лоуренс
Лоуренс Генри «Ларри» Саммерс (англ. Lawrence Henry Summers; род. 30 ноября 1954, Нью-Хейвен, шт. Коннектикут) — американский экономист, директор Национального экономического совета (с 20 января 2009 года по декабрь 2010). Министр финансов при Клинтоне, главный экономист Всемирного банка, президент Гарвардского университета (2001—2006).

## Биография
Родился в семье экономистов Аниты Саммерс (урождённой Эрроу) и Роберта Саммерса. Племянник двух лауреатов Нобелевской премии: его отец — родной брат П. Самуэльсона, а мать — родная сестра К. Эрроу. Родители были из семей еврейских иммигрантов из Польши и Румынии, его отец сменил фамилию Самуэльсон на Саммерс. Бакалавр Массачусетского технологического института (1975), доктор философии Гарвардского университета (1982).

## Академическая карьера
В 1983 году Саммерс стал самым молодым профессором (28 лет) в истории Гарварда, а в 2001—2006 годах был его президентом.

## Государственная карьера
Саммерс был шеф-экономистом Всемирного банка (1991—1993), министром финансов США (1999—2001).
Избранный президентом США Барак Обама предложил кандидатуру Лоуренса Саммерса на должность директора Национального экономического совета. 20 января 2009 года Л.Саммерс приступил к работе в качестве директора совета. Изначально он договорился, что будет работать на этой должности только год, однако после согласился остаться, чтобы помочь в проведении реформы финансового регулирования. Когда Саммер объявил, что к концу 2010 года покинет свой пост, Барак Обама заявил, что он «помог вывести страну из глубин наихудшей рецессии с 30-х годов к экономическому росту» (см. Мировой финансово-экономический кризис) и добавил, что будет искать советов Саммерса «на неформальной основе».
В 2013 году его кандидатура рассматривалась президентом США Бараком Обамой на должность председателя ФРС на смену Бену Бернанке, второй срок полномочий которого истекает в январе 2014 года.
Саммерс считался ведущим кандидатом, поддерживаемым командой Обамы, в частности его кандидатуру поддержал недавно вышедший в отставку министр финансов США Тимоти Гайтнер.
Однако 15 сентября 2013 г. Саммерс отозвал свою кандидатуру. Приняв это его заявление Обама назвал его ключевым членом своей команды, которая помогла Соединенным Штатам справиться с самым серьёзным кризисом (Мировой финансово-экономический кризис) со времен Великой депрессии и отметил, что будет всегда благодарен Саммерсу.

## Общественная деятельность
Член «Группы тридцати».
Не раз оказывался замешан в различных скандалах.
Указывают также на его тесные связи с Уолл-стрит.
Выступал спикером-фрилансером для крупнейших финансовых конгломератов, в частности, для JPMorgan Chase, Goldman Sachs, Lehman Brothers и Merrill Lynch.
22 ноября вошёл в совет директоров OpenAI.

## Взгляды
Выступает за дерегулирование финансового сектора. Как отмечают многие эксперты, Саммерс на протяжении многих лет оставался верен теории, что «рынки останутся рынками, просто не надо им мешать». «Контрагенты и кредиторы больше знают о тех, с кем имеют дело, лучше умеют оценивать риски и обладают большими побудительными мотивами, чем любой государственный регулятор», — заявлял он в защиту утверждения, что частный рынок сам справится с регулированием финансовых рынков без помощи государства.
Выступал за отмену наличных денег.

## Награды
- Премия Алана Уотермана (1987).
- Медаль Джона Бейтса Кларка (1993).

## Основные произведения
- «Понимание безработицы» (Understanding Unemployment, 1990);
- «Реформа в Восточной Европе» (Reform in Eastern Europe, 1991, в соавторстве с О. Бланшаром, П. Кругманом и Р. Лэйардом).